# モルモン・トレイル
モルモン・トレイル（英: Mormon Trailまたはモルモン開拓者トレイル、英: Mormon Pioneer Trail）は、1846年から1868年に末日聖徒イエス・キリスト教会の信徒が通った総延長1,300マイル (2080 km) の道である。今日、モルモン・トレイルは「モルモン開拓者国立歴史トレイル」として国立トレイル・システムの一部になっている。
モルモン・トレイルは、1839年から1846年まで末日聖徒イエス・キリスト教会の主要開拓地だったイリノイ州ノーブーから、ブリガム・ヤングとその追随者達が1847年を初めとして移り住んだユタ州ソルトレイクシティまで続いている。アイオワ州カウンシルブラフスからワイオミング州ブリッジャー砦まではオレゴン・トレイルやカリフォルニア・トレイルとほぼ同じ経路を辿っており、これらの道は集合的に移民の道と呼ばれている。
モルモン開拓者の移動は、この教派が隣人との紛争に直面した1846年に、指導者ヤングがノーブーを捨ててグレートベースンに新しい教会の本拠を設立することを決めたときに始まった。この年、ヤングの追随者達はアイオワ州を横切った。途中である者達は開拓地を作るよう割り当てられ、後の移民のために作物を植えて収穫した。1846年から1847年の冬、移民たちはアイオワ州やその近くの州、さらには後にネブラスカ州となるまだ組織化されていなかった領土で冬を過ごした。最も大きな集団はネブラスカのウィンター・クォーターズで過ごした。1847年春、ヤングは先行隊を率いて、当時はアメリカ合衆国の領土外で後にユタ州となったソルトレイク・バレーに向かった。この最初の年の移民達は大半が元ノーブーの住人であり、ヤングに従ってユタまで同行した。後に、この移民たちは次第にイギリス諸島やヨーロッパ大陸からの改宗者を包含していった。
モルモン・トレイルは1869年に最初の大陸横断鉄道が完成するまで20年以上にわたって使われた。その移民の中には1856年から1860年にかけてのモルモン手押し車開拓者隊がいた。ジェイムズ・G・ウィリーとエドワード・マーティンに率いられた手押し車隊の2つは、出発が遅かったためにワイオミングで激しい暴風雪に遭うという惨事を経験した。

## 背景
末日聖徒イエス・キリスト教会はジョセフ・スミス・ジュニアの指導の下に、1830年から1844年の間に合衆国中に幾つかの地域社会を設立し、その中でも著名だったのが、オハイオ州カートランド、ミズーリ州インデペンデンスおよび、イリノイ州ノーブーだった。しかし教会は内部の不一致や他の開拓者との紛争のためにそれらの開拓地から追い出された。教会は最終的に1846年にノーブーも捨てざるを得なくなった。
1844年にスミスが死んだ後で教会は幾つかの会派に分裂したが、多くの信徒はブリガム・ヤングとその末日聖徒イエス・キリスト教会に加わった。ヤングの指導の下にノーブーにいた約14,000人の教徒が、西部で新しい住処を見つけるために出発した。

## 西部への旅
スミスの死後、ヤングは十二使徒定員会の上級使徒として教会を指導する責任を取った。後には教会の大官長かつ預言者になった。
ヤングはこのとき、正確にどこへ行くかとか、どこまで行けば終わりになるかというこも分かっておらずに、遥か西部に教徒達を率いて行く必要があった。ヤングは、誰も住むことを望まないような一つの場所にモルモン教徒が入植すべきであり、孤立したグレートベースンは教会に多くの利点を提供してくれると主張した。
ヤングはグレートソルトレイク・バレーやグレートベースンに関する情報を調べ、マウンテンマンや罠漁師達に相談し、その地域に詳しいイエズス会宣教師ピエール＝ジャン・デ・スメーとも会談した。ロッキー山脈を越える道を開発するために先行隊を組織し、道の状況を評価し、水源を見つけ、グレートベースンで集合する場所を選択させることとした。プラット川やノースプラット川に沿ったルートは、既にその南岸にあったオレゴン・トレイルを使う旅人との牧草権、水の利用および宿営地などに関して起こりそうなトラブルを避けるために、北岸の新しいルートが選定された。
1845年10月のクィンシー会議でモルモン教徒が1846年5月までにノーブーを明け渡すよう要求する決議が可決されていた。その数日後のカーシッジ会議で、モルモン教徒が5月の日限を守らなかった場合に退去を強制するための民兵隊の設立が要求された。モルモン教徒はこの日限を守りグレートベースンへ向けて早期に出発する為に1846年2月にノーブーを出発し始めた。

### 1846年の行程
ノーブーからの出発はヤングの指導下で2月4日に始まった。この早期の出発のために冬の一番寒い時の条件に曝されることになった。ミシシッピ川を渡った後、アイオワ準州を横切るときは原始的な領土内道路やインディアンの使う道を辿った。ヤングは当初約300人の急行隊を率いて1846年の夏の間にグレートベースンまで行く計画だった。当初はアイオワを抜けてミズーリ川に着くのに4週間ないし6週間掛かると思っていた。しかし、実際にアイオワを抜けるだけで、雨やぬかるみ、膨れ上がった川および乏しい準備のために遅れ、計画したよりも3倍近い16週間を要した。激しい雨のためにアイオワ南部のうねりのある平原は車軸の深さもあるぬかるみに変わった。さらに旅に十分な食糧を持ってきた人も少なかった。この天候と全体的な準備の足りなさ、さらにこのような大集団で移動する経験が無かったことで、全てが耐え忍ばねばならない困難さになった。最初の集団は6月14日にミズーリ川に到着した。その季節の残りでグレートベースンに辿り着くことは出来ないのが明白だったので、ミズーリ川近くで冬を越すことにした。
移民のある者達はミズーリ川のアイオワ州側のケインズビルと呼ばれる開拓地を作った。その他の者達は川を渡り、今日のネブラスカ州オマハの地域に入り、ウィンター・クォーターズと呼ぶ冬季宿営地を作った。

### 1847年の先行隊
1847年4月、先行隊に選ばれたメンバーが集まり、最後の物資が詰められ、この集団は14個中隊に編成された。民兵隊と夜警が形成された。先行隊は143名で構成され、その中には3人の黒人と十二使徒定員会の中から8人が含まれ、さらに3人の女性と2人の子供も居た。隊列は73両の荷車と役畜、家畜となり、この集団の1年分の物資が積まれた。4月5日、荷車隊はウィンター・クォーターズからグレートベースンに向けて出発した。
ウィンター・クォーターズからララミー砦まで6週間掛かり、6月1日に砦に到着した。ララミー砦にいる間にモルモン大隊のメンバーが合流した。彼らはミシシッピ州から来た者達であり、病気のために隊を離れてコロラドのプエブロで冬を過ごしていた。ここで大きくなった先遣隊は既に確立されていたオレゴン・トレイルを通ってブリッジャー砦の交易基地に向かった。
ヤングは6月28日にジム・ブリッジャーと出遭った。二人はソルトレイク・バレーに入る経路を検討しグレートベースンの山岳が多い渓谷で発展しうる開拓地の実現可能性を話し合った。先遣隊はサウスパスを通過し、筏でグリーン川を渡り、7月7日にブリッジャー砦に到着した。これと同じ頃、モルモン大隊の病気になっていた分遣隊12名がさらに合流した。
それから先の岩の多く障害だらけの道に直面したヤングは前年にドナー・リード隊がカリフォルニアに行った時に使った道を辿ることにした。先遣隊は岩の多い山道を抜ける為に隊を3つに分けた。ヤングとその他何人かの隊員は森林ダニが媒介する一般に「山岳熱」と呼ばれる熱病に罹っていた。病人の小さな隊が大きな集団の後に遅れて付いていき、斥候隊が作られて指定された経路を先行することになった。

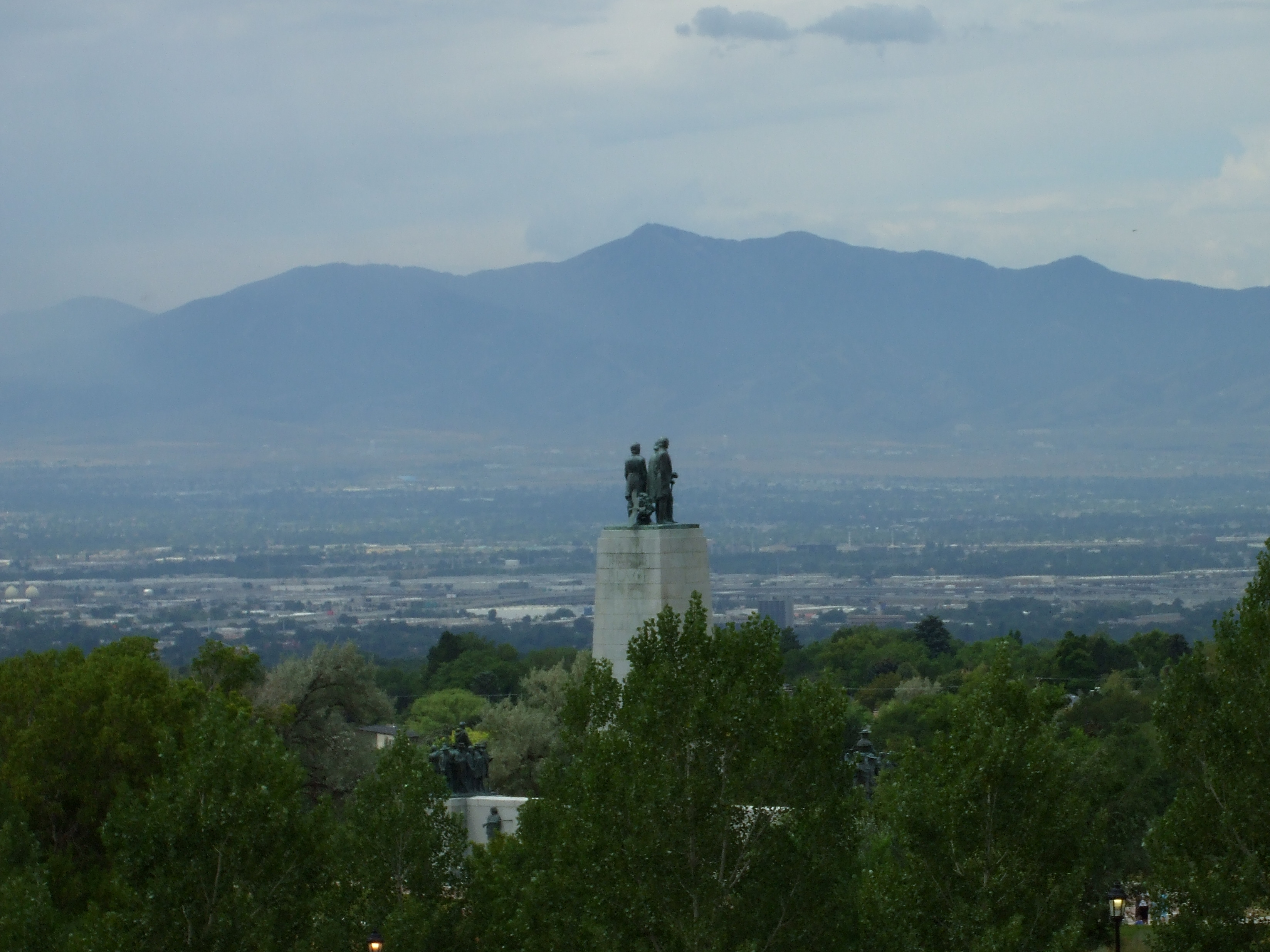
ヤングが「これがまさにその場所だ、進もう」と言った場所に立つ記念碑からソルトレイク・バレーを望む

斥候のエラストゥス・スノーとオーソン・プラットが7月21日にソルトレイク・バレーに入った。7月23日、プラットは神に土地を捧げる祈りを提案した。土地が切り開かれ、灌漑用の溝が掘られ、ジャガイモとカブがまず畑に植えられた。7月24日、ヤングは友人のウィルフォード・ウッドラフが御する病人用荷車から渓谷を初めて見た。ウッドラフに拠れば、ヤングは渓谷の様子に満足の意を表し、「これがまさにその場所だ、進もう」と宣言した。
1847年8月、ヤングと先遣隊の選ばれたメンバーがウィンター・クォーターズに戻り、翌年に予定される移動隊を編成した。1847年12月までに、2,000人以上のモルモン教徒がソルトレイク・バレー、さらにはメキシコ領への旅を完了した。
耕されていなかった土地で耕作することは当初難しく、乾燥した大地を鋤こうとすると鋤が壊れた。灌漑システムが考案されて鋤く前に土地を水浸しにし、そのシステムは1年中補助的な水分を供給した。ソルトレイクシティの都市計画が作られ、そこを教会の本部に指定した。懸命な労働で繁栄する地域社会が生まれた。この新しい開拓地では娯楽も重要であり、最初の公共建築物は劇場になった。
しかし、アメリカ合衆国が間もなく追いついてきて、メキシコとの戦争が終わった後の1848年にモルモン教徒が入植した土地はアメリカ合衆国の一部になった。

### その後も続いた移民
モルモン教徒の移民が続いた各年で、人々は「中隊」に編成され、各中隊はその指導者の名前を付け、さらに10人から50人の小集団に分けられた。教徒は行程を2つに分け、先遣隊が開発した道を旅した。最初の行程はノーブーに始まり、今日のネブラスカ州オマハに近いウィンター・クォーターズで終わった。旅の残りは後にネブラスカ州とワイオミング州となった地域を抜けて現在のユタ州にあるソルトレイク・バレーで終わるものだった。初期の集団は幌を付けた荷車を牛に曳かせ、物資を積んで山河を進んだ。後期の集団は手押し車を使い、徒歩で進んだ。
1849年までにアイオワ州やミズーリ州に残っていたモルモン教徒は貧乏であり、旅に必要とされる荷車や役獣それに物資を買う余裕が無かった。末日聖徒イエス・キリスト教会は無期限移民基金と呼ばれる回転資金を設立し、貧しい者が移住できるようにした。1852年までに移民を希望したノーブーからのモルモン教徒は大半がそれを成し遂げ、教会はアイオワの開拓地を放棄した。しかし、東部州やヨーロッパからの教会員がユタに向かい続け、無期限移民基金に援けられることが多かった。

### 手押し車 1856年–1860年
1856年、貧しいヨーロッパからの移民が安価に旅することを可能にするために、手押し車中隊という仕組みを始動させた。手押し車は2輪の荷車で、役獣の代わりに人間が曳いていくものであり、1856年から1860年まで輸送の代替手段として使われた。これはヨーロッパからの改宗者をソルトレイクシティまでより速くより容易にまたより安く連れてくる手段だと考えられた。およそ3,000人のモルモン教徒が653両の手押し車と50両の物資荷車を使い、10個中隊に分かれてソルトレイクシティへの道を進んだ。手押し車を使ったのは初めてのことではなかったが、それを大々的に使ったのはこの集団だけだった。
手押し車は通りの清掃員が使っていた荷車を改装したものであり、ほとんど木材でできていた。一般に長さは6ないし7フィート (183 - 213 cm)、幅は狭い荷車道に合うだけのもので、引っ張るか押して進めた。車には小さな箱が付けられ、その長さは3ないし4フィート (91 - 122 cm)、深さは8インチ (20 cm) だった。積み込む物資の重さは約500ポンド (227 kg)であり、その大半は旅の食糧とわずかな個人の所有物だった。
手押し車中隊のうち2隊を除いて、さしたるトラブルも無く、わずかに死者を出しただけででこぼこ道の旅を成功させた。しかし、ウィリー中隊とマーティン中隊と呼ばれた第4および第5の中隊は大きなトラブルに遭遇した。この2個中隊は1856年7月にアイオワシティを出発したが、平原を横切る旅を始めるには大変遅すぎる時期だった。この2隊は現在のワイオミング州キャスパーの西で厳しい冬の気象に遭遇し、旅の残り期間深い雪と吹雪と戦って道を続けた。食糧は間もなく枯渇した。ヤングはこれら中隊を連れてくる為に救援隊を組織したが、この2個中隊にいた980人の移民のうち210人以上が死んだ。
手押し車中隊は1860年まで続いて成功し、伝統的な牛に曳かせる荷車中隊も高い費用を出せる者達のために続いた。1860年以降、教会は毎年春に荷車中隊を東に送り、夏の間にモルモン教徒を連れてユタに戻ってくるようにした。最終的に1869年に最初の大陸横断鉄道が開通し、その後の移民は鉄道で旅することができ、モルモン開拓者トレイルの時代は終わりを告げた。

## トレイルに沿った場所
以下に記すのは、初期のモルモン開拓者が立ち寄り、一時的な宿営所を設立しあるいは目印や落ち合う場所として使ったトレイル沿いの主要地点である。これらの場所は現在のアメリカ合衆国の地名で表してある。

### イリノイ州
- ノーブー ? ノーブーはモルモン・トレイルの出発点であり、それより以前は教会の本拠地だった。

### アイオワ州
- シュガークリーク、ノーブーの西7マイル (11 km)、1846年2月4日にここからミシシッピ川初めて渡ることから始めた。モルモン教徒の多くは準備ができるはずの時点よりも数ヶ月早く、シュガークリークの凍った堤に集まり始めた。多くの避難民が何ヶ月間もアイオワ州に入り続けたが、多くの者は凍ったミシシッピ川を渡った。これが数週間遅れたら渡れなかったはずだった。装備の貧しい移民達はそこで宿営する間、厳しい冬の気候に悩まされた。シュガークリークはアイオワ州を横切って西に向かうための足がかりだった。約2,500人の避難民と500両の荷車が1846年3月1日に西に向かって出発した。数千の者達が後に続いた。彼らは持っていけるだけの物を残して家財を売り払い、ノーブーを去り続けた[21]。

- リチャードソンズポイント、ノーブーの西35マイル (56 km)、移民たちはクロトンとファーミントンを過ぎて、ボナパルトでデモイン川の浅瀬に達した。1846年3月初旬の隊は激しい雨のためにリチャードソンズポイントと呼ばれる森林地帯で10日間立ち往生した。開拓者の中から最初の死人がこの場所で出た[22]。

- チャリトン川渡河、ノーブーの西80マイル (128 km)、道は今日のトロイ、ドレイクスビルおよびウェストグラブを過ぎてチャリトン川に達した。3月27日にこの川を渡るとき、ヤングは移民の先導集団を編成し、100家族ずつ3隊に分け、それぞれを隊長に引率させた。この軍隊のような組織はその後のモルモン移民中隊にも全て用いられた[23]。

- ロカストクリーク、ノーブーの西103マイル (165 km)、道はシンシナティを過ぎロカストクリークに至った。4月13日にヤングの書記官であるウィリアム・クレイトンが、モルモン・トレイルから生まれた最も有名で長く親しまれた賛美歌である『Come, Come Ye Saints』を作った[24]。

- ガーデングラブ、ノーブーの西128マイル (205 km)、4月23日、移民たちは最初の半恒久的開拓地に到着しガーデングラブと名付けた。後の移民に食糧を供給するために715エーカー (2.9 km2) の土地を囲い込み穀物を植え、今日でも残っている集落を造った。約600人の教徒がガーデングラブに入植した。1852年までに彼らはユタに移動した[25]。

- マウントピスガー、ノーブーの西153マイル (245 km)、移民たちはポタワトミ族の領地に入ると別の半恒久的開拓地を構築し、マウントピスガーと名付けた。数千エーカーの土地が耕され、約700人の教徒が1846年から1853年までそこで生活した。今日この場所は9エーカー (36,000 m2) の公園となっており、展示物、歴史標識および再建された丸太小屋がある。しかし、そこで死んだ300人ないし800人の移民を記念する墓地以外19世紀のものはほとんど何も残っていない[26]。

- ニシュナボトナ川渡河、ノーブーの西232マイル (371 km)、マウントピスガーからは現在のオリエント、ブリッジウォーターおよびルイスの町を過ぎて進んだ、ルイスから直ぐ西で1846年の移民隊はニシュナボトナ川沿いのポタワトミ族宿営地を通過した。ポタワトミ族も避難民だった。1846年は彼らがこの地域にいた最後の年になった[27]。

- 大宿営地、ノーブーの西255マイル (408 km)、ニシュナボトナ川から道は現在のマシドウニアを過ぎてカウンシルブラフスの東部郊外にあるモスキート・クリークに至った。最初の移民隊は6月13日に到着した。今日アイオワ州聾学校が位置するこの開けた地域で、モルモン教徒の中隊は停止して「大宿営地」と呼ばれた宿営地を造った。この場所から7月20日にモルモン大隊が米墨戦争のために出征した[28]。

- ケインズビル、後のカウンシルブラフス、ノーブーの西265マイル (424 km)、移民たちは重要な開拓地を造り、この場所をミズーリ川の足がかり点にした。十二使徒の一人で開拓の聖職指導者であるオーソン・ハイドが「フロンティア・ガーディアン」と呼ぶ新聞を発行した。1852年、主要なモルモン教徒開拓地であったケインズビル、マウントピスガーおよびガーデングラブは、開拓者がユタに移動するに連れて閉鎖された。しかし1852年以降、教会は現在はカウンシルブラフスと呼ばれるこの地で移民中隊[注 1]が装備を整え物資を補給させることを続けた。これは最初の大陸横断鉄道の終点が西に伸びた1860年代半ばまで続いた[29]。

### ネブラスカ州
- ウィンター・クォーターズ、ノーブーの西266マイル (426 km)、ヤングは当初ソルトレイク・バレーまでの全行程を1846年中に終える計画だったが、移民たちの準備の足りなさがアイオワを横切る困難さの間に明らかになった。さらにモルモン大隊が出発したことで移民たちには労働力が足りなくなった。ヤングはミズーリ川沿いで冬を過ごすことに決めた。移民達は川の両岸にいたが、西岸にあったウィンター・クォーターズの開拓地が最大のものだった。ここで700戸の住居を造り、推計3,500人の教徒が1846年から1847年の冬を過ごした。多くの者は1847年から1848年の冬もここで過ごすことになった。壊血病、肺病、悪寒や発熱が蔓延した。1846年から1848年5月までにここで359人の移民が死んだ。しかし、ウィンター・クォーターズにいる間に移民たちは西へ向かう旅に必要になる器具や物資を蓄えあるいは交換した。この開拓地は後にフロレンスと改名され、今日ではノースオマハに入っている[30]。

- エルクホーン川、ノーブーの西293マイル (469 km)
- プラット川、ノーブーの西305マイル (488 km)、ミズーリ川を出発した全ての移民は数百マイル続くグレート・プラット川道路に沿って進んだ。川の北側は健康的だという意見が多かったので、大半の教徒は北側に固執したが、これは以前の潜在的敵であるミズーリ州やイリノイ州からの移民との不快な遭遇を避けられる道でもあった。1849年、1850年および1852年、プラット川沿いの交通量が多かったので、川の両岸から全ての食物が事実上無くなった。食物の欠乏や病気の怖れのために、プラット川沿いの旅は恐ろしい賭けになった[31]。

- ループフォーク、ノーブーの西352マイル (563 km)、ループフォークの渡河はエルクホーン川と同様にカウンシルブラフスから西の旅で初期の大変難しい渡河の一つだった[32]。

- カーニー砦、ノーブーの西469マイル (750 km)、この砦はスティーブン・ワッツ・カーニーに因んで名付けられ、1848年6月に設立された。カーニーに因むもう一つの砦が1846年5月に設立されていたが、1848年5月には放棄された。このために第2のカーニー砦が新カーニー砦と呼ばれることがある。この砦の場所はポーニー族インディアンから2,000ドル相当の商品で購われた[33]。

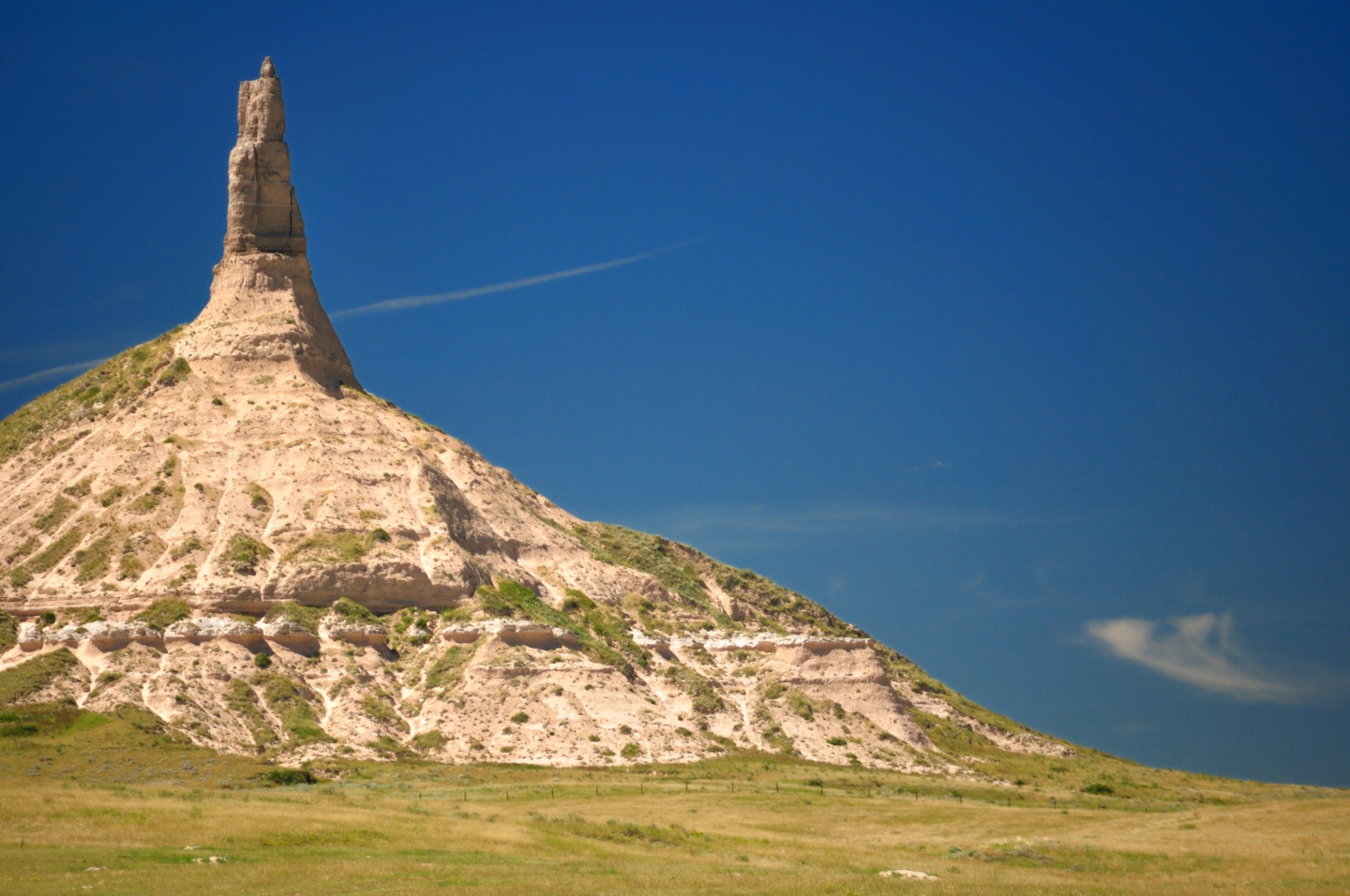
チムニーロック

- 合流点、ノーブーの西563マイル (901 km)、1847年5月11日、ノースプラット川とサウスプラット川の合流点の北4分の3マイル (1.2 km) で、パイロ・ジョンソンが御するヒーバー・C・キンボールの荷車に「ロードメーター」が取り付けられた。彼らがその装置を発明したのではなかったが、彼らの使った装置による測量はウィリアム・クレイトンの有名な『末日聖徒イエス・キリスト教会の移民ガイド』でも使われるくらい正確だった[34]。

- アッシュホロー、ノーブーの西646マイル (1,034 km)、アッシュホローを通った多くの日記を付けていた人々はその美しさに目を留めたが、数多い移民が通り過ぎたことでアッシュホローは破壊された。スー族インディアンがしばしばこの場所で撮影されており、ウィリアム・S・ハーニー将軍の部隊が1855年9月のアッシュホローの戦いでスー族を破った。この場所はゴールドラッシュ時代にコレラで死んだ多くの者達の埋葬地にもなっている[35]。

- チムニーロック、ノーブーの西718マイル (1,149 km)、チムニーロックは恐らくモルモン・トレイルで最も重要な目印である。移民たちはその日記でこの目印が実際よりも近くに見えたと印しており、多くの者はその日記にスケッチや絵を描いた。そこに自分の名前を彫る者もいた[36]。

- スコッツブラフ、ノーブーの西738マイル (1,181 km)、ハイラム・スコットはこの崖で捨てられたロッキー山脈毛皮会社の罠猟師だった。現在彼が病気になったときに仲間が彫った彼の名前がある。スコットの死に関する証言は、プラット川の北岸を旅し日記を付けていたほとんど全ての者によって記されている。1852年にコレラの犠牲になったモルモン教マザーであるレベッカ・ウィンターズの墓もこの地にあるが、その後別に移されて再度奉納された[37]。

### ワイオミング州

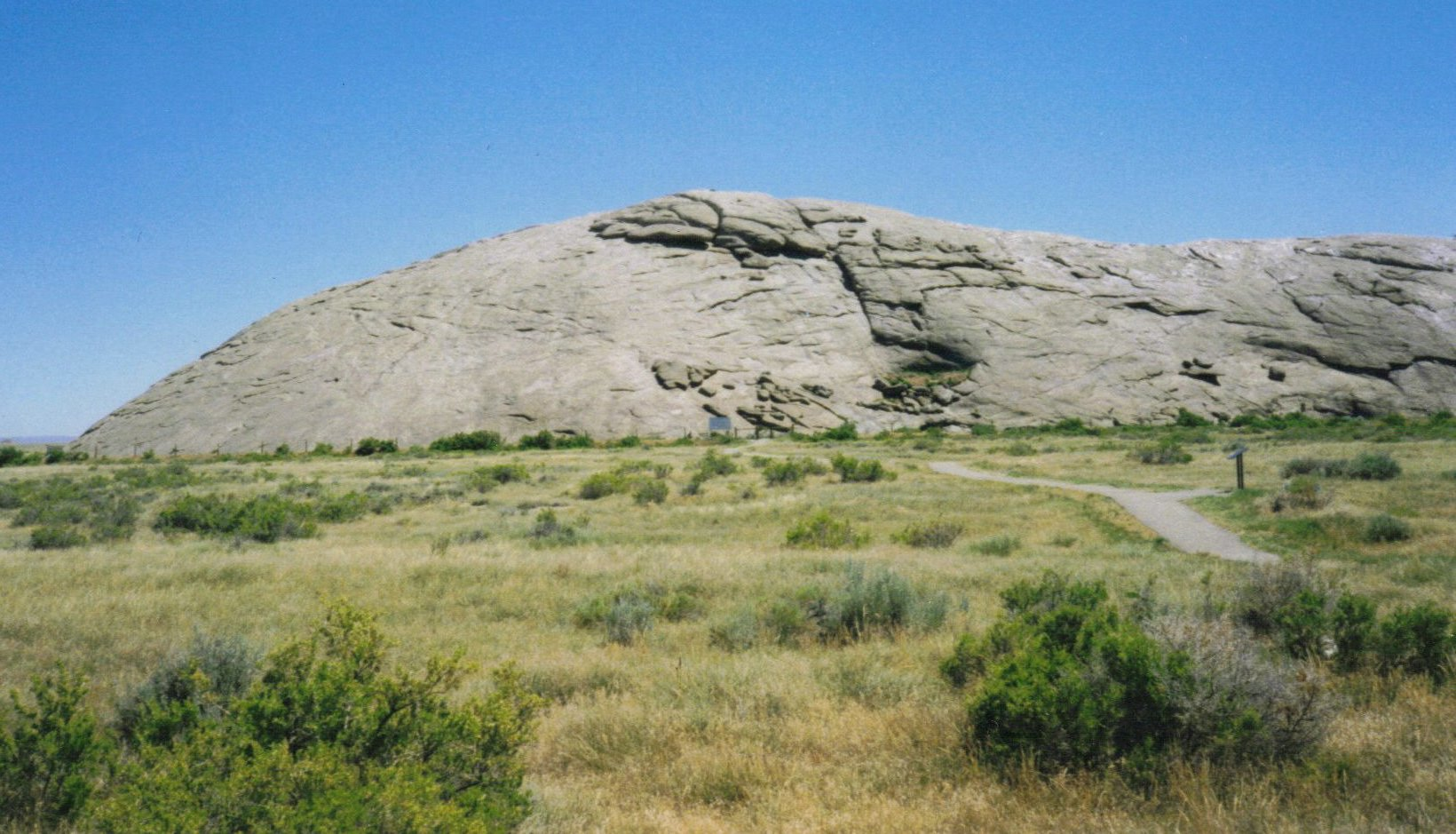
インデペンデンスロック

- ララミー砦、ノーブーの西788マイル (1,261 km)、この古い交易と軍隊の基地は移民たちにとって休息と食糧を補充する場所になった。1856年のウィリー手押し車中隊はララミー砦で食糧を補充できず、スウィートウォーター川沿いでの吹雪に遭遇したときに食糧が欠乏し悲劇に繋がっていった[38]。

- アッパープラット/モルモン渡し、ノーブーの西914マイル (1,462 km)、プラット川の最後の渡河が現在のキャスパー近くだった。数年間モルモン教徒がこの場所で渡し舟を運行し、オレゴンやカリフォルニアに向かう移民から通行料を徴収した。この渡しは競合する有料橋が建設された1853年に廃止された。1856年10月19日、マーティン手押し車中隊は10月半ばに凍った川を渉ったために中隊の多くの者にとって致命的なものになった凍死に繋がった[39]。

- レッドバット、ノーブーの西940マイル (1,504 km)、レッドバットはモルモン・トレイルで最も悲劇的な場所だった。プラット川を渉った後、マーティン手押し車中隊は降雪の激しい中をレッドバット近くで宿営した。3日間も雪が降り続け、中隊は多くの移民が死んだので停止した。中隊はここで9日間留まり、56人が寒さと病気で死んだ。最終的にユタからの救援隊のうち3人の先行チームが10月28日に到着した。救援隊が救助の手が途中まで来ていると励まし、中隊に先へ進むよう促した[40]。

- スウィートウォーター川、ノーブーの西964マイル (1,542 km)、プラット川を最後に渉ってから、道は直接南西のインデペンデンスロックに向かい、そこでスウィートウォーター川に出てサウスパスまで川を辿った。川の曲がりくねりを避けて道を短縮するために、この道は9回川を渉った[41][42]。

- インデペンデンスロック、ノーブーの西965マイル (1,544 km)、インデペンデンスロックはこの道で最も良く知られ最も期待された目印だった。多くの移民が岩にその名前を刻んだ。その跡は今でも見ることができる。移民たちはこの岩に到着したことをダンスで祝ったこともあった[43]。

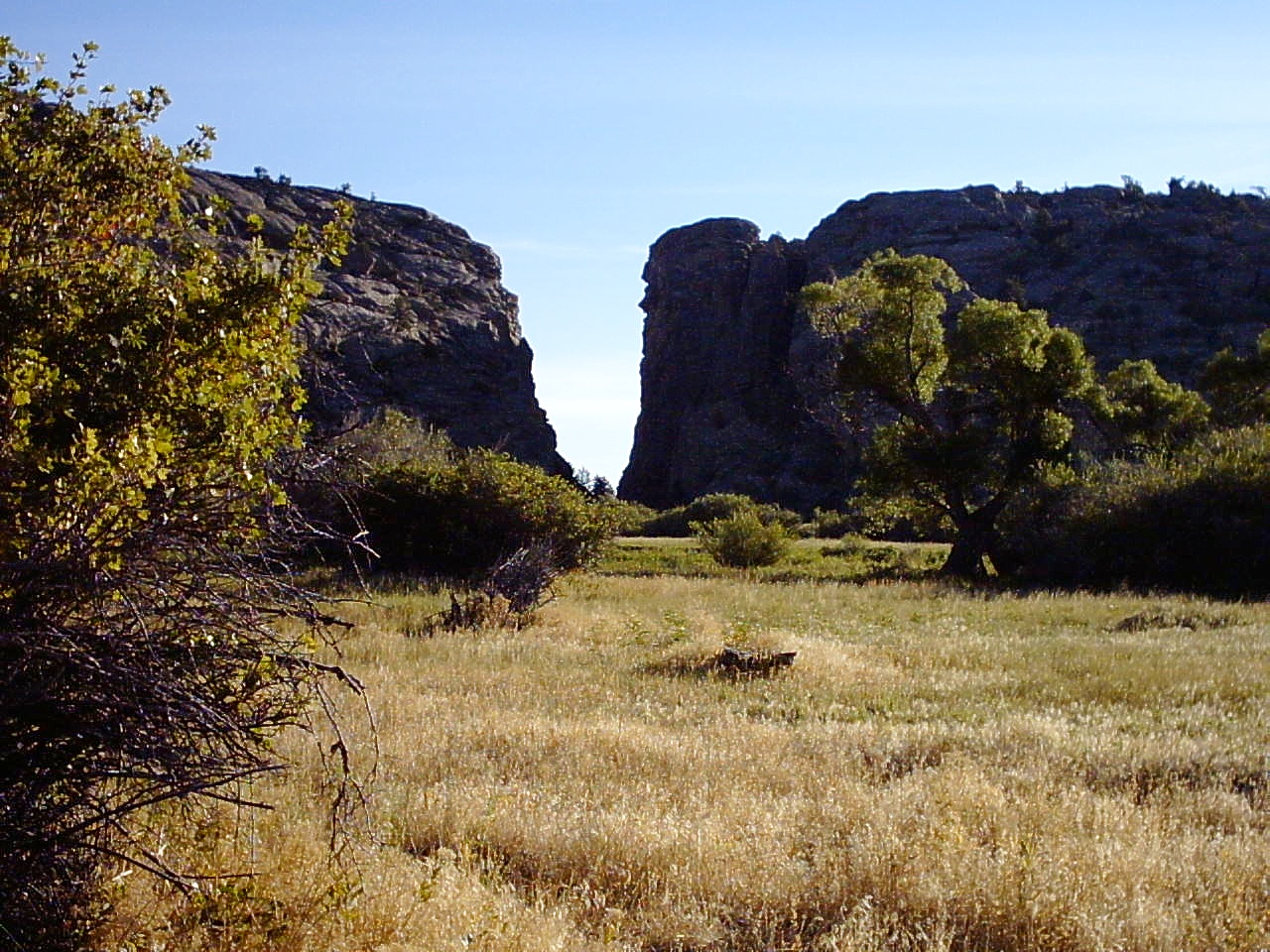
スウィートウォーター川の峡谷であるデビルズゲイト

- デビルズゲイト、ノーブーの西970マイル (1,552 km)、デビルズゲイトはスウィートウォーター川によって岩が削られた狭い峡谷だった。デビルズゲイトには小さな砦があったが、マーティン手押し車中隊が救出された1856年に無人になった。ダニエル・ウェブスター・ジョーンズに率いられた19人の集団がその冬も砦に留まって資産を守った[44][45]。

- マーティンズコーブ、ノーブーの西993マイル (1,589 km)、1856年11月4日、マーティン手押し車中隊は別の吹雪で進行を止められたためにマーティンズコーブで宿営した。彼らは気象が良くなるまで5日間滞在してからソルトレイクシティに向かって出発することができた。今日、観光案内所がこの地にある[46]。

- ロッキーリッジ、ノーブーの西1,038マイル (1,661 km)、スウィートウォーター川を5度目と6度目に渡河する間の1856年10月19日、ウィリー手押し車中隊はマーティン手押し車中隊をレッドバット近くで停止させたのと同じ吹雪のためにここで停止した。時を同じくしてウィリー中隊のメンバーは小麦粉が底を突いた。救援隊からの少数の先行チームがその宿営地を発見し、少量の小麦粉を与えたが、マーティン中隊を見つけるためにさらに東に出発した。ジェイムズ・ウィリー隊長とジョセフ・エルダーが雪の中を先に進んで救援隊の主力を見つけ、ウィリー中隊の窮状を伝えた。10月23日、救援隊の援助でウィリー中隊は身を刺すような風と雪の中、ロッキーリッジを進んだ。そこは通過不能なスウィートウォーター川の渓谷を迂回するために、尾根を登る荒々しい5マイル (8 km) の行程だった[47]。

- ロッククリーク、ノーブーの西1,048マイル (1,677 km)、ウィリー手押し車中隊はロッキーリッジで17時間苦闘した後、ロッククリークの渡し場で宿営した。その夜13人の移民が死んだ。翌朝遺体は浅い墓に埋められた[48]。

- サウスパス、ノーブーの西1,065マイル (1,704 km)、大陸分水界を過ぎる幅20マイル (32 km) の峠であるサウスパスは現在のアトランティックシティとファーソンの間にある。標高は7,550フィート (2,300 m) でモルモン・トレイルの中でも最も重要な目印の一つだった。サウスパスの近くにパシフィック・スプリングスがあり、太平洋に注いでいる故にその名前があった[49]。

- グリーン川/ロンバード渡し、ノーブーの西1,128マイル (1,805 km)、道は現在のファーソンとグレンジャーの間でグリーン川を渡っている。モルモン教徒がここで渡し舟を運行し、教会員移民を援助し、オレゴン・トレイルやカリフォルニア・トレイルを通る移民からは渡し賃を稼いだ[50]。

- ブリッジャー砦、ノーブーの西1,183マイル (1,893 km)、ブリッジャー砦は1842年に有名なマウンテンマン、ジム・ブリッジャーによって建設された。ここはオレゴン・トレイルやカリフォルニア・トレイルとモルモン・トレイルが分岐する場所だった。3つの道はミズーリ川からブリッジャー砦までほぼ平行していた。1844年、モルモン教徒がジム・ブリッジャーとルイス・バスケスから8,000ドルでこの砦を購入した。1857年のユタ戦争のとき、ユタ民兵隊が砦を焼いたので、アルバート・ジョンストン将軍の指揮する先行アメリカ軍の手には落ちなかった[51]。

- ベア川、ノーブーの西1,216マイル (1,946 km)、モルモン・トレイルの中で最後の渡河地点でランスフォード・ヘイスティングスとその中隊が北に転じ、一方リード・ドナー中隊は南に転じた。またこの地点で、前衛中隊は1847年にマイルス・グッドイヤーと出遭い、グッドイヤーは自分の交易基地がある北への道を選ぶよう説得しようとした[52]。

- ザ・ニードルズ、ノーブーの西1,236マイル (1,978 km)、現在のユタ州とワイオミング州の州境に近いこの大変顕著な岩組みの近くで、ソルトレイク・バレーに先行して進もうとしていたヤングが恐らくロッキー山紅斑熱と考えられる病気になった[53]。

### ユタ州
- エコー・キャニオン、ノーブーの西1,246マイル (1,994 km)、移民たちが降りた最後の峡谷の一つがエコー・キャニオンであり、深くて狭い峡谷は紛れも無く、またしばしば言われるように木霊の部屋だった[54]。

- ビッグ山、ノーブーの西1,279マイル (2,046 km)、周りのワサッチ山脈の諸峰からは小さく見えるが、ビッグ山は全モルモン・トレイルの中で標高 8,400フィート (2560 m)と最高点だった[55]。

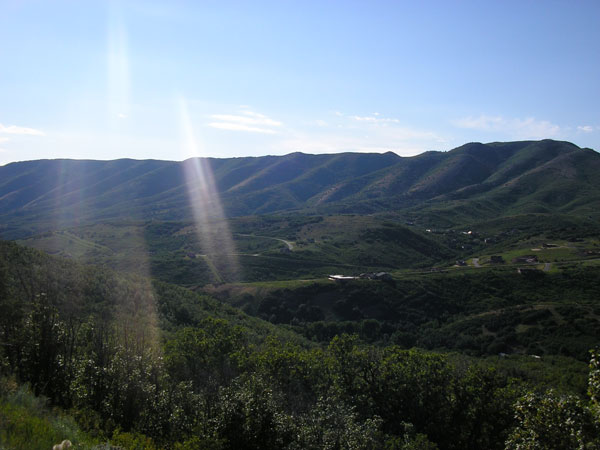
エミグレーション・キャニオン

- ゴールデンパス道路、ノーブーの西1,281マイル (2,050 km)、パーリー・P・プラットはソルトレイクシティに資金を出してくれるよう請願して成功しなかったが、1849年7月にエミグレーション・キャニオンの直ぐ南、ワサッチ山脈のビッグキャニオン・クリークの譲渡証書を手に入れて、これを抜ける道の建設を始めた。この渓谷はパーリーズ・キャニオンと呼ばれるようになり、彼が造った道は多くの金探鉱者がカリフォルニアに向かう時に使ったので「ゴールデンパス道路」と呼ばれた。1862年までにシルバークリーク・キャニオンを抜けるカットオフが建設され、今日の州間高速道路80号線の経路となったものに通行者の多くが流れた[56]。

- エミグレーション・キャニオン、ドナーヒルとも言う、ノーブーの西1,283マイル (2,053 km)、モルモン教徒の移民の約1年前、リード・ドナー荷車隊がビッグ山とソルトレイク・バレーの間の最後の地形的障害を抜ける最初の道を開いた。その道の中頃で、その集団は道を変えて渓谷入り口近くの最後のくびれ周辺まで上った。その結果は岩とセージの道を消耗させ厳しい登りを味わうことになり、西部まで3ヶ月間、600マイル (960 km) を残した旅人達に降りかかった歴史的悲劇に繋がった可能性が強い。モルモン教徒先遣中隊の先行隊がここを通ったとき、渓谷の底に降りて行く道を選び、4時間足らずのうちにグレートソルト湖盆地を見下ろす平らな場所に至る道を開いた[57]。

- ソルトレイク・バレー、ノーブーの西1,297マイル (2,075 km)、ソルトレイク・バレーは移民のそれぞれに特別な意味があったが、平原を横切る1年以上の旅の終わりであり、モルモン開拓者の全てがここに入植した訳ではなかった。ソルトレイク・バレー以外への入植は1848年には既に始まっており、多くの地域社会が北のウェーバー・バレーに造られた。追加する町の場所は慎重に選ばれ、頼るべき水流に近く木立もある渓谷出口近くが選ばれた。モルモン教徒はカナダからメキシコまで600以上の地域社会を造った。歴史家のウォレス・ステグナーが述べているように、モルモン教徒は「西部開拓の主要部隊の一つだった。」[58][59]